# Kampylognatoidy
Kampylognatoidy (Campylognathoidea) – grupa pterozaurów z podrzędu Rhamphorhynchoidea.
Żyły w okresie późnego triasu i wczesnej jury na terenach dzisiejszej Europy.

## Rodzaje
- Austriadaktyl (Austriadactylus),
- Eudimorfodon (Eudimorphodon),
- Kampylognatoid (Campylognathoides),
- Kawiram (Caviramus).